# 孫法民
孫法民（1908年—1994年7月7日），別名孫福永，生於河北省望都縣，台灣企業家，太平洋電線電纜公司創辦人，畢業於華北大學經濟學系。

## 生平
- 孫法民是太平洋企業集團核心人物，出身布莊學徒，早期經營天然百貨店。

- 1933年在天津市開辦永光電線廠，做出中國第1條自製電線，贏得「中國線纜之父」的美名。

- 1948年永光電線廠遷廠台灣。
- 1950年孫法民與李玉田、焦廷標（妻子陳淑娟的表弟）、李鴻文、鄭乙丑、仝迓東、苑景堯等組建太平洋電線製造廠。
- 1958年太平洋電線製造廠改組為太平洋電線電纜，為台灣電線電纜業先驅。
- 1966年孫法民創建太平洋汽車貨運公司及華新麗華電線電纜公司。其後又成立太平洋建設、亞力電機、忠孝水電、寶澄投資、太平洋租賃及太平洋鐳射光電等公司，形成大型電纜企業集團，產銷業務居全國同業之冠。重視引進外國先進技術，曾先後和美國、日本、西德等國相關公司進行技術合作，並向海外進行資本和技術輸出，在新加坡、泰國、馬來西亞均設有分支機搆。

- 孫法民熱心社會公益，先後創辦龍華工業專科學校（今龍華科技大學）、現代兒童醫院及太平洋國際商業聯誼社。在工商界頗負盛名，曾當選全國電線電纜公會理事長、商業總會常務監事、工業總會、社會工作基金會理事等職。
- 1986年孫法民自請退休，經營權由其子接掌。曾設立孫法民文教基金會，鼓勵廣大學子。
- 1994年孫法民因病去世，享年86歲。

## 評價
- 孫法民年少失學，但好學苦讀，並寄情翰墨，醉心書法勤練長年不輟，造詣深厚，代表作品，其詩意境深遠，深受讚賞與喜愛：

|          | 一隻耕牛半頃田，收也憑天荒也憑天； 雨過風清駕小船，酒立一邊菜立一邊； 歸家兒女戲燈前，琴也可玩棋也可玩； 日上三更我還眠，不是神仙誰是神仙。 |
| ——孫法民 | |

- 孫法民擅長書法，1992年，鄧小平的小女兒鄧榕接見了孫法民，並代其父向孫法民求得一幅題字。
- 1992年孫法民還被當時的中國國務院副總理吳學謙及中華全國總工會主席王兆國的接見。

- 孫法民一生以行善為樂，1988年雲南大地震，他當即代表太平洋集團捐出新台幣一千萬元支援災區。
- 孫法民去世之後，由長子孫道存掌管家業。

## 家族、子孫
- 長子孫道存：前太平洋電線電纜董事長、前台灣大哥大董事長
  - 孫女孫瑩瑩
  - 孫女孫芸芸：台灣社交界名媛、微風廣場董事長夫人
- 次子孫道濟
- 三子孫道亨：龍華科技大學董事長、太平洋電線電纜總經理
  - 孫女孫怡
  - 孫子孫靖
- 非婚生子孫美辰：太電創辦人私生子跨海爭產 蘋果日報出版時間 2004/07/07

【侯柏青╱台北報導】太電集團創辦人孫法民爆發遺產之爭，美國電腦工程師孫美辰昨跨海向台北地檢署遞狀控告太電集團副董孫道存三兄弟及母親孫陳淑娟侵占遺產。親近孫美辰的友人透露：「孫美辰是孫法民的非婚生子，他十年前返台參加孫法民的公祭，他想為父親鞠躬卻被孫家報警攆走，讓他感到十分委屈。」 

二十八歲的孫美辰昨委託友人向北檢遞狀，包括孫道存、孫道濟、孫道亨三兄弟及母親孫陳淑娟，都被孫美辰列為被告。親近孫美辰的友人指出，一九九四年的今天孫法民病逝，當時孫美辰未成年，不知主張權利。由於侵占罪的追溯時效為十年，他只好趕在時效截止前一天提出刑事告訴。
孫法民號稱是「中華民國電線之父」，創辦太平洋電線電纜集團。根據孫美辰說法，孫法民是一九七四年認識他母親韓憶梅，一九七六年他在美出生，孫法民在一九八○年間認領、撫育他，他與孫道存等人應同為繼承人，孫家卻對他要求分遺產的事置之不理。
太電集團在全盛時期股價飆漲，不過近年來榮景不再，孫道存家族繼涉入一百五十億的太電掏空案後，可能得為了這起遺產案件再度站上法庭。其實，一九九五年間孫美辰就曾向台北地方法院聲請遺產調解，當時他曾提出認領文件、出生證明及照片證明自己是孫法民之子，要求均分遺產或分得一億元，不過兩造調解破裂，法院以結案收場。

## 外部連結
- 太平洋電線電纜公司（页面存档备份，存于）（繁體中文）
- 華新麗華股份有限公司（页面存档备份，存于）（繁體中文）
- 龍華科技大學（页面存档备份，存于）（繁體中文）
- 太電創辦人私生子跨海爭產